# De bekommerde socialist
De bekommerde socialist (Philips 6012 403) är en nederländsk singel av Cornelis Vreeswijk släppt 1973.
- A-sida: De bekommerde socialist
- B-sida: Damrak blues